# CM Большой Медведицы
CM Большой Медведицы (лат. CM Ursae Majoris) — одиночная переменная звезда в созвездии Большой Медведицы на расстоянии приблизительно 12627 световых лет (около 3871 парсека) от Солнца. Видимая звёздная величина звезды — от +13,8m до +12,8m.

## Характеристики
CM Большой Медведицы — пульсирующая переменная звезда, цефеида (CEP:).